# Arroyo Mataojito
El arroyo Mataojito es un curso de agua uruguayo que atraviesa el departamento de  Salto perteneciente a la cuenca hidrográfica del Río de la Plata.
Nace en la Cuchilla de las Cañas y desemboca en el río Arapey.